# Phallus drewesii
O Phallus drewesii é uma espécie de cogumelo encontrado em São Tomé e Príncipe, cujo nome científico foi dado em homenagem ao doutor Robert Drewes, da Academia de Ciências da Califórnia.